# Le Bel Étalon
Pour plus de détails, voir Fiche technique et Distribution.
Le Bel Étalon (anglais : The Stud) est un drame érotique britannique réalisé par Quentin Masters et sorti en 1978.
Il s'agit d'une adaptation du roman éponyme de Jackie Collins paru en 1969.

## Synopsis
Fontaine Khaled (Joan Collins) est l'épouse londonienne d'un riche homme d'affaires arabe. Elle dépense son argent pour sa boîte de nuit, Hobo, et son style de vie plutôt hédoniste. Elle engage un beau gérant, Tony (Oliver Tobias), pour gérer sa discothèque, mais il est entendu que la sécurité de son emploi dépend de sa capacité à satisfaire les exigences nymphomanes de la jeune femme. Tony se désintéresse de Fontaine, qui le traite comme un jouet, et tourne son attention vers sa jeune belle-fille Alexandra Khaled (Emma Jacobs), qui l'utilise pour se venger de Fontaine après avoir découvert une cassette vidéo montrant Fontaine et Tony en train de faire l'amour dans l'ascenseur privé des Khaled, trompant ainsi son père. Fontaine largue alors Tony et son mari divorce d'elle pour adultère.

## Fiche technique
- Titre français : Le Bel Étalon[1]
- Titre original : The Stud[2]
- Réalisation : Gerry O'Hara
- Scénario : Jackie Collins, Dave Humphries et Christopher Stagg
- Photographie : Peter Hannan
- Montage : David Campling
- Musique : Biddu
- Production : Ronald S. Kass
- Société de production : Brent Walker Film Productions
- Pays de production :  Royaume-Uni
- Langue originale : anglais britannique
- Format : couleurs
- Genre : drame érotique
- Durée : 95 minutes
- Dates de sortie :
  - Royaume-Uni : 12 avril 1978
  - France : 8 octobre 1980

## Distribution
- Joan Collins : Fontaine Khaled
- Oliver Tobias : Tony Blake
- Sue Lloyd : Vanessa Grant
- Mark Burns : Leonard Grant
- Walter Gotell : Benjamin Khaled
- Doug Fisher (en) : Sammy